# 吉田峯太郎
吉田 峯太郎（よしだ みねたろう、1891年（明治24年）2月24日 - 1978年（昭和53年）7月2日）は、大日本帝国陸軍軍人。最終階級は陸軍中将。

## 経歴
1891年（明治24年）に東京府で生まれた。陸軍士官学校第24期、陸軍大学校第35期卒業。1937年（昭和12年）3月に陸軍歩兵大佐に進級し、留守第12師団参謀長に着任。1938年（昭和13年）12月に独立歩兵第13連隊長（駐蒙軍・第26師団・第26歩兵団）に就任し、日中戦争に出動。
1939年（昭和14年）10月2日に陸軍少将に進級し、ノモンハン事件終結後の歩兵第13旅団長（関東軍・第7師団）に着任し、同部隊の再建に尽力した。1940年（昭和15年）10月に第7師団司令部附を経て、1941年（昭和16年）3月に独立混成第8旅団長（北支那方面軍）に転じ、八路軍との攻防戦に参加。1943年（昭和18年）9月7日に東部軍司令部附となり、12月27日に西部軍兵務部長に就任した。1944年（昭和19年）7月8日に陸軍中将に進級し、留守第57師団長に就任。1945年（昭和20年）1月20日に第13師団長に親補され、中国戦線に復帰。長沙周辺で警備に当たった。
1947年（昭和22年）11月28日、公職追放仮指定を受けた。

## 栄典
勲章等
- 1940年（昭和15年）8月15日 - 紀元二千六百年祝典記念章[5]